# El Caracol, Tamaulipas
El Caracol är en ort i Mexiko.   Den ligger i kommunen Bustamante och delstaten Tamaulipas, i den centrala delen av landet, 400 km norr om huvudstaden Mexico City. El Caracol ligger 1 606 meter över havet och antalet invånare är 213.
Terrängen runt El Caracol är varierad. El Caracol ligger nere i en dal. Runt El Caracol är det mycket glesbefolkat, med 7 invånare per kvadratkilometer. Närmaste större samhälle är La Cardona, 13,8 km nordväst om El Caracol. Trakten runt El Caracol består i huvudsak av gräsmarker.